# From Hell
Pour les articles homonymes, voir From Hell (homonymie).
From Hell est une bande dessinée des auteurs britanniques Alan Moore et Eddie Campbell, sortie en 10 volumes de 1991 à 1996. L'histoire traite de l'identité et des motivations de Jack l'Éventreur, tout en brossant une peinture sociale de l'époque victorienne et en menant une réflexion sur la position de la femme dans la société occidentale à travers les âges. Le titre (littéralement « de l'enfer ») vient d'une lettre reçue par la police en 1888 et attribuée à l'assassin.
En version originale, From Hell fut d'abord publié en 10 livrets en noir et blanc, avant de paraître en un seul volume relié de 512 pages, toujours en noir et blanc. C'est cette version qui est parue en France aux éditions Delcourt en octobre 2000.

## Structure
From Hell est structuré en quatorze chapitres de longueurs variables, encadrés par un prologue et un épilogue, le tout suivi de deux appendices, qui doivent être considérés comme faisant partie intégrante de l’œuvre.
Le premier représente environ 40 pages d’annotations aux chapitres, et le second est un récit de 24 pages, également dessiné par Eddie Campbell, Le Bal des chasseurs de mouettes, qui conclut l’œuvre en évoquant, avec beaucoup d’ironie, les nombreuses tentatives d’explications des meurtres de Jack l’Éventreur à travers l’histoire, et en donnant finalement le point de vue de Moore sur la question.

## Synopsis

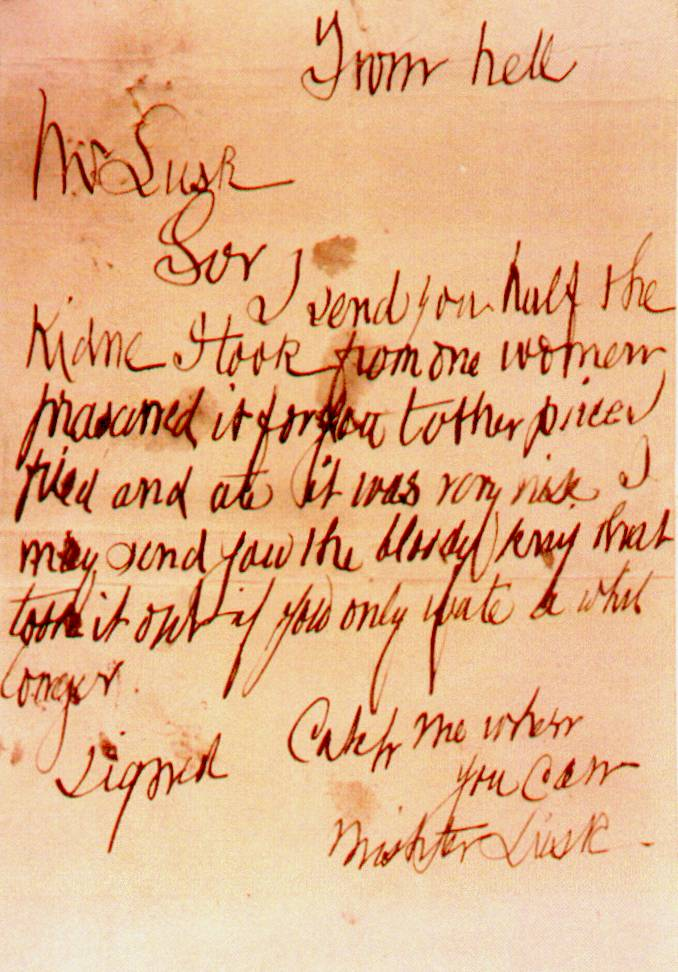
La lettre From hell originale, 1888.

Dans l'Angleterre victorienne, le duc de Clarence, petit-fils de la reine Victoria, entretient, sous une fausse identité, une relation amoureuse avec Annie Crook, une vendeuse de l'East End à Londres. Leur relation débouche sur un mariage catholique en secret et un enfant. La reine Victoria y met un terme : le duc est éloigné de la capitale et Annie Crook est internée dans un asile d'aliénés après avoir subi une opération chirurgicale qui lui a fait perdre une partie de ses facultés mentales. Malheureusement, un petit groupe de prostituées, amies d'Annie, tentent de profiter de cette situation pour obtenir l'argent qu'exige d'elles une bande de racketteurs de leur quartier. Alertée de cette tentative de chantage, la reine Victoria demande alors au médecin royal, Sir William Gull, de réduire ces personnes au silence afin d'éviter que le moindre scandale ne vienne éclabousser le trône d'Angleterre.

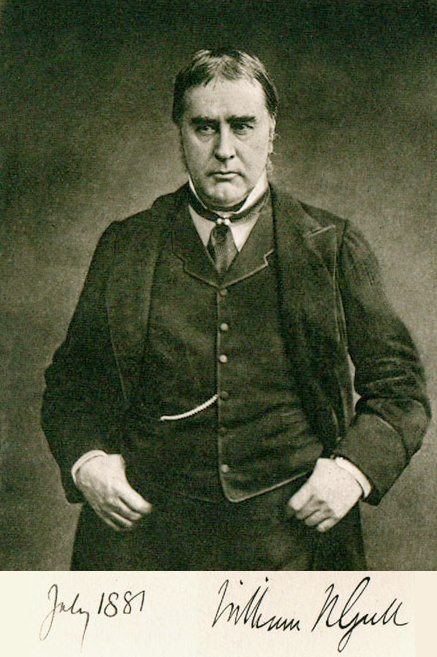
William Gull en juillet 1881.

Le Docteur Gull s'avère être habité par des visions grandioses et mystiques, qu'il expose en détail à son cocher, un homme simple nommé Netley, au cours d'une longue balade dans Londres durant laquelle il visite et commente de nombreux symboles architecturaux de la ville. Gull interprète l'histoire humaine dans son ensemble comme une lutte incessante que mènent les hommes pour dépouiller les femmes du pouvoir qu'elles possédaient dans les sociétés préhistoriques. Il justifie son point de vue en faisant appel à de nombreux mythes anciens, à divers symbolismes ainsi qu'à certaines théories scientifiques de l'époque. C'est dans cette optique qu'il mène la mission que lui a confiée la reine Victoria, et qui va, selon lui, bien au-delà de la simple protection du trône royal. Les meurtres des prostituées sont pour lui des actes de « magie sociale » destinés à raffermir le pouvoir de l'homme sur la femme à l'échelle de la société. Face à la reine, Gull justifie l'atrocité de ses meurtres en les présentant comme des avertissements des francs-maçons destinés aux Illuminati qui menacent, selon lui, la couronne.
L'inspecteur Frederick Abberline est chargé d'enquêter sur ces meurtres. De nombreux suspects sont envisagés, mais aucune piste n'aboutit. La situation se complique lorsqu'un journaliste décide d'écrire une lettre dans laquelle il se fait passer pour le meurtrier. C'est ainsi qu'apparaît le nom de Jack l'Éventreur.
Durant ces meurtres, Gull est la proie de visions étranges, qui culminent, lors de l'assassinat de Mary Jane Kelly, avec des visions de Londres un siècle plus tard.
Devenu dangereux pour la couronne, il est finalement jugé par un tribunal franc-maçon secret, qui le déclare fou et décide de l'emprisonner sous une fausse identité. Pour calmer les esprits, on trouve un bouc émissaire en la personne de Montague John Druitt, un jeune homme solitaire, enseignant et avocat, que l'on accuse d'homosexualité et dont on met en scène le suicide après lui avoir soutiré une fausse lettre d'adieux.
Quelques instants avant sa mort, Gull a une ultime vision, dans laquelle il quitte son corps et voyage dans le temps, voyage pendant lequel il va inspirer d'autres tueurs célèbres tels que Peter Sutcliffe ou Ian Brady et servir de modèle à William Blake pour The Ghost of the Flea.

## Analyse
Alan Moore tire son intrigue de la théorie de Stephen Knight, selon laquelle les assassinats faisaient partie d'une conspiration maçonnique pour dissimuler la naissance d'un enfant illégitime de la famille royale, et dont le père serait le prince Albert Victor, duc de Clarence.
Dans la postface de l'édition reliée, Alan Moore écrit qu'il n'a jamais pris la théorie de Stephen Knight pour argent comptant, mais qu'il la considère comme un point de départ intéressant pour son propre travail scénaristique sur les meurtres de Jack l'Éventreur, l'ère victorienne et l'impact qu'ils ont eu sur la société.
Si From Hell est une fiction, Alan Moore et Eddie Campbell ont fait d'importantes recherches pour que leur histoire soit crédible. L'édition reliée compte plus de 40 pages de notes et de références, indiquant les scènes qui sortent de l'imaginaire des deux auteurs et celles qui sont tirées de leurs recherches. Alan Moore nous y donne aussi son opinion sur la crédibilité de ces sources, un avis souvent en opposition avec celui des experts.
L'histoire en elle-même est une analyse en profondeur du personnage de Sir William Gull. On y explore sa philosophie personnelle, ses motivations et le dédoublement entre le médecin royal et le tueur en série.
Le vrai William Gull a souffert d'une attaque, qu'Alan Moore a transformée en une de manifestation divine, lors de laquelle il voit une apparition de Jahbulon, une figure mystique de la franc-maçonnerie. C'est cet événement qui va sérieusement perturber sa perception du monde extérieur.
Au début du récit, William Gull va faire faire à son aide et cocher John Nettley un tour des principaux monuments de Londres, en lui révélant leur signification mystique, qui a disparu avec le monde moderne. D'après Alan Moore, ce passage lui aurait en grande partie été inspiré par Iain Sinclair, un écrivain et cinéaste anglais. De nombreuses figures célèbres du Londres de l'époque font d'ailleurs de brèves apparitions. C'est le cas d'Oscar Wilde, d'Aleister Crowley, de William Butler Yeats ou de Joseph Merrick, plus connu sous le nom d'« Elephant Man ».
Même si l'auteur n'adhère pas à la thèse du complot « royalo-maçonnique » dans cette affaire, l'angle de la fiction lui permet de placer sa propre critique sociale du Londres de la fin du XIXe siècle. Il est en effet indéniable que les auteurs se servent de From Hell pour sévèrement critiquer l'ère victorienne et ses inégalités sociales. On y voit souvent la comparaison directe entre le style de vie des nantis (comme Sir William Withey Gull par exemple) et celui des plus misérables. Dans sa postface, Alan Moore dit regretter que l'Angleterre n'ait pas connu une révolution sanglante comme celle qui frappa la France.
Il faut enfin souligner le discours profondément féministe qui sous-tend toute l'œuvre, les meurtres étant notamment présentés comme des actes symboliques visant à réaffirmer l'ascendant de l'homme sur la femme.

## Adaptations
- From Hell, un film d'Albert et Allen Hughes, avec Johnny Depp, Heather Graham et Ian Holm, sorti en 2001.

## Éditions
français
- Delcourt (Collection Contrebande) : 1 volume (première édition) 2000.

anglais
- Taboo (édition)/Stephen R. Bissette série de 10 volumes de 1991 à 1996 / Eddie Campbell Comics
- From Hell: The Dance of the Gull-Catchers, (1998) chez Kitchen Sink Press 1993 à 1997
- Tandem Library 2000
- Top Shelf Productions (1 volume 572 pages The collected edition) 2004, Knockabout Comics (UK) (2006)

### Éditions partielles du scénario
- Alan Moore, Eddie Campbell, From Hell : The Complete Scripts, vol. 1,  Bordlerlands Press / SpiderBaby Grafix, 1994, 343 p. Inclus uniquement le scénario du prologue et des trois premiers chapitres.
- Alan Moore, Eddie Campbell, The From Hell Companion,  Top Shelf Production, 2013, 288 p. Extraits du scénario.

## Récompenses
- 1993 : Prix Eisner de la meilleure histoire à suivre
- 1995 : Prix Harvey de la meilleure série
- 1997 : 
  - Prix Ignatz de la meilleure histoire
  - Prix des lecteurs du Comics Buyer's Guide
- 2000 : 
  - Prix Eisner du meilleur recueil
  - Prix Ignatz du meilleur roman graphique ou recueil
- 2001 : prix de la critique du festival d'Angoulême[2]
- 2002 :  Prix Micheluzzi de la meilleure bande dessinée